# 180 segundos
180 segundos es una película colombiana de 2012 dirigida por Alexander Giraldo y protagonizada por Manuel Sarmiento, Harold de Vasten, Angélica Blandón, Luis Fernando Montoya y Alejandro Aguilar. Fue exhibida en el Festival Internacional de cine de Miami y en el Festival Internacional de cine de Cartagena de Indias.

## Sinopsis
Zico es un poderoso criminal en la ciudad. En sus robos no deja ningún rastro y no hiere ni asesina a nadie. Junto a su hermana Angélica decide abandonar la vida criminal e irse a vivir al exterior. Para ello planea un robo que debe ser realizado exacta y minuciosamente en 180 segundos. Sin embargo, detalles con los que Zico no cuenta, como un partido de fútbol y una división de la policía que lo tiene en la mira entrarán en escena y complicarán sus planes.

## Reparto
- Manuel Sarmiento
- Angélica Blandón
- Harold de Vasten
- Luis Fernando Montoya
- Alejandro Aguilar